# 能地貴之
能地貴之（のうぢ たかゆき、1975年9月19日-）は、日本の俳優。広島県竹原市出身。香港においても活動をしている。地・ABILITY PROMOTION所属。

## 出演

### テレビドラマ
・陰陽師（2001年/NHK) 

・風林火山（207年/NHK) 

・坂の上の雲(2009年/NHK)

・緑川警部VS『33分の勇気』(2012年/TBSテレビ)

・ホームドクター神村愛2 (2013年/TBSテレビ)

### CM
・ベルーナお買い物TV 

・シャープ・AQUOS(香港版)

・EatSmart restaurant Choose “Smart” Stay Sharp(香港)

### イベント
・WWF地球温暖化防止キャンペーン　(ソニービル)

・戦国バサラ バサラ祭り2009~春の陣~(日比谷公会堂)

・忍の部族村(香港E-Max)

### バラエティ
・旅行唔只食買玩(Viu TV/香港)

### 映画
・競雄女任侠秋瑾(2011年/香港) 

・人間蒸發(2013年/香港) 

・3D豪情(2014年/香港) 

・中野JK 〜退屈な休日〜 Boring Holiday (2016年)

・再恋(サイレン) SIREN (2017年)

・明月幾時有(2017年/香港) 

・トリカゴ Bird Cage (2021年公開予定)

### 舞台
・『清水宏のサタデーナイトライブ』(スズナリ劇場)

・『新歌舞伎　眠り王』(武道館)

・『芝居小屋でshow time』(江古田ストアーハウス)

・『嗚呼！花の応援団』(シアターサンモール)

・『Ring a Bell』(リリアホール)

・『花森恋歌』(風姿花伝 )